# Sarreguemines FC
Der Sarreguemines FC (vollständig: Sarreguemines Football Club), bis 2013 AS Sarreguemines, ist ein französischer Fußballverein aus der lothringischen Stadt Saargemünd, die direkt an der Grenze zu Deutschland liegt. 2024/25 spielt die erste Männermannschaft des Klubs in der National 3, der fünfthöchsten Liga Frankreichs.

## Geschichte
Gegründet wurde der Klub 1919 als Association Sportive Sarreguemines. Sie nahmen zur Saison 1919/20 den Spielbetrieb auf und spielten in der Division d’Honneur; sie wurden dabei der Saar-Gruppe zugeordnet. Ihre Gegner hießen dort unter anderem SS Merlebach (heute SO Merlebach), SR Sarrebourg, CS Stiring-Wendel sowie SSR Petite-Rosselle. Während des Zweiten Weltkrieges und der damit verbundenen Besetzung Frankreichs wurde die ASS (umbenannt in TSG Saargemünd) in den deutschen Spielbetrieb eingegliedert und spielte von 1941 bis 1944 in der Gauliga Westmark.
Nach dem Krieg trat die rückbenannte AS Sarreguemines im französischen Fußball nur selten überregional in Erscheinung. 1982 errang die Mannschaft schließlich unter dem deutschen Trainer Emil Poklitar die Meisterschaft in der fünften Liga, wodurch der Klub aus Lothringen in die Viertklassigkeit aufstieg. Vier Jahre später stieg sie auch erstmals in die Division 3, die dritte Liga Frankreichs, auf. Zum Saisonende belegte man mit 22 Punkten jedoch nur den 15. Tabellenplatz, was gleichbedeutend mit dem direkten Wiederabstieg war. Als Vizemeister der Division 4, dem heutigen CFA, stiegen die Lothringer 1988 wieder in die Division 3 auf. In der Saison 1988/89 gelang der Klassenerhalt, indem man mit 28 Punkten den zehnten Tabellenplatz belegte. Im Jahr darauf wurde man mit 30 Punkten Sechster. In der Saison 1990/91 musste man als Tabellenletzter wieder absteigen. In der Division 4 belegte der Verein in der Saison 1991/92 nur den sechsten Tabellenplatz, womit der direkte Wiederaufstieg verfehlt wurde. Ein Jahr später stieg der Klub aus der Grenzstadt gar als Tabellenletzter ab. Im Jahr 2013 stieg die AS Sarreguemines als Tabellenführer der Lothringen-Staffel in der DH wieder in die CFA2 auf. Am 1. Juli 2013 wurde der Klub in Sarreguemines Football Club – kurz Sarreguemines FC – umbenannt. In der ersten Saison in der Fünftklassigkeit nach dem Wiederaufstieg nach jahrzehntelanger Abstinenz gelang dem FC Sarreguemines mit einem fünften Tabellenplatz der Klassenerhalt. Nach zwischenzeitlichen Abstiegen spielte die Mannschaft 2019/20 sowie erneut seit der Saison 2024/25 wieder in der fünften Liga. 
Im Landespokalwettbewerb erreichte die AS Sarreguemines Mitte der 1980er Jahre zweimal die Hauptrunde, 1983/84 dabei das Sechzehntelfinale. Letzteres gelang dem Verein gut drei Jahrzehnte später (2015/16) erneut, nachdem er den Zweitligisten FC Valenciennes mit 1:0 besiegt hatte. Ein Jahr später konnte der Verein 2016/17 nach Siegen gegen die Zweitligisten FC Valenciennes und Stade Reims erneut das Sechzehntelfinale erreichen, wo man gegen Chamois Niort ausschied.

## Stadion
Die Fußballer des Sarreguemines FC tragen ihre Heimspiele im 5.000 Zuschauer fassenden Stade de la Blies (dt. Bliesstadion) aus. Namensgebend ist der die Stadt durchquerende Fluss Blies.